# Jörg Schemmann
Jörg Schemmann (* 1959 in Hagen, Westfalen) ist ein deutscher Maler und Zeichner.

## Leben
Schemmann studierte von 1983 bis 1989 Rechtswissenschaften in Regensburg. 1992 schloss er die Ausbildung mit dem Zweiten Staatsexamen ab. Bereits während der Schul- und Studienzeit widmete er sich der Malerei, seit 1993 ist er hauptsächlich als freischaffender Maler tätig. Seither entstand ein umfassendes Werk von Öl- und Acrylgemälden auf Leinwand, Druckgrafiken und Tuschearbeiten auf Papier. Seit 2014 betreibt er den „Kunstraum Schemmann“ in Regensburg als Atelier, Showroom und Salon. Ferner ist er mit Kunstwerken im öffentlichen Raum präsent. Er lebt und arbeitet in Regensburg und Ribnitz-Damgarten.

## Werk
Zu Beginn malte Schemmann viel in schwarz-weiß. Später kolorierte er seine Zeichnungen. Eine große Rolle in seiner Malerei spielen Räumlichkeit und ungewöhnliche Blickwinkel. Viele Motive sind aus der Natur entlehnt.

## Einzelausstellungen
- 1980 Osthaus Museum, Hagen
- 1998 Kunstverein, Hof
- 1999 Stadthalle, Weiden
- 2000 Galerie Peter Bäumler, Regensburg
- 2001 Galerie Hagenring, Hagen; Wildthurner Kunsttage, Wildthurn bei Landau
- 2003 Kunstverein, Halberstadt
- 2005 Künstlerhaus am Lenbachplatz, München; Galerie Voigt, Nürnberg
- 2006 IHK Regensburg
- 2007 Galerie arsprototo, Erlangen; Innenministerium/Oberste Baubehörde München
- 2008 Galerie Voigt, Nürnberg; Ernst & Young, Frankfurt/Main; KUK St. Josef, Regensburg
- 2009 Galerie arsprototo, Erlangen, Ernst & Young, Frankfurt/Main; Galerie im Heppächer, Esslingen; Stadtmuseum Gunzenhausen; Galerie ArtAffair, Regensburg
- 2010 Galerie Voigt Nürnberg; Städt. Galerie Budovar, Budapest (HU); Ernst & Young, Frankfurt; Kunstkreis Neumarkt, Residenz Neumarkt
- 2011 Galerie Herrmann, Neumarkt; Galerie Icon Berlin-Mitte; Ernst und Young, Frankfurt; Stadtgalerie Feuerwache Amberg; Fichtner Gruber Architekten, Weiden
- 2012 Galerie Kunsthaus an der Alster Hamburg; Galerie K 14 Mallersdorf; Firma EMZ Nabburg
- 2013 Galerie Voigt Nürnberg
- 2014 Kunsthaus Reitbahn Ansbach
- 2015 Galerie Herrmann, Neumarkt
- 2016 Oberpfälzer Künstlerhaus Schwandorf; Theaterfoyer Amberg, Kathedrale der Fische;
- 2017 Galerie Herrmann, Neumarkt
- 2018 Städt. Galerie Altes Rathaus Schwarzenbach

## Gruppenausstellungen
- 1987 Evangelisches Studienwerk Villigst
- 1988 Große Münchener Kunstausstellung, Haus der Kunst München
- 1990 Arbeiten im Steinbruch, Bergbau- und Industriemuseum Theuern
- 1993 Hagener Künstler, Osthaus Museum, Hagen
- 1994 Skulpturenweg, Bayr. Landesgartenschau Hof
- 1996 Kunstpreis der Nürnberger, Germanisches Nationalmuseum Nürnberg
- 1997 47. Bayreuther Kunstausstellung, Eremitage Bayreuth
- 1998 Sammlung des Kunst- und Gewerbevereins, Kunst- und Gewerbeverein Regensburg
- 2001 Wildthurner Kunsttage, Schloss Wildthurn bei Landau
- 2003 Große Ostbayerische Kunstausstellung, Kunst- und Gewerbeverein Regensburg; Kunstpreis der Nürnberger Nachrichten, Kunsthaus Nürnberg
- 2004 Große Ostbayerische Kunstausstellung, Kunst- und Gewerbeverein Regensburg
- 2005 Kunstpreis der Nürnberger Nachrichten, Kunsthaus Nürnberg
- 2006 10 Jahre Kunstverein Hof, Kunstverein Hof; Museum für zeitgenössische Kunst Skopje/Mazedonien; Große Ostbayerische Kunstausstellung, Kunst- und Gewerbeverein Regensburg
- 2007 Große Ostbayerische Kunstausstellung, Kunst- und Gewerbeverein Regensburg
- 2008 Kunstpreis der Nürnberger Nachrichten, Kunsthaus Nürnberg; BBK Jahresausstellung; Große Ostbayerische Kunstausstellung, Kulturviertel Deggendorf; Bewegte Kunst, Galerie Arsprototo, Schlossgarten, Erlangen;
- 2009 Krankenhaus St. Josef, Regensburg; Kunstpreis der Nürnberger Nachrichten, Kunsthaus Nürnberg; Ortung, Rathaus der Stadt Schwabach; 83. Jahresschau, Kunst- und Gewerbeverein Regensburg ; Galerie Kulturzeit, Mediclin Königsfeld,
- 2010  Kunst- und Gewerbeverein Regensburg, Große Ostbayerische Kunstausstellung (BBK); Kunst- und Gewerbeverein Regensburg, 84. Jahresschau;h* 2011 Galerie Europahaus Pilsen (CZ), Kunst = Kapital; Galerie Voigt Nürnberg (im Neuen Quartier 2), Architektur trifft Kunst;
- 2012 Kunsthaus Nürnberg, Kunstpreis der Nürnberger Nachrichten;
- 2013 Galerie Art Affair Regensburg; Kunst- und Gewerbeverein Regensburg
- 2014 Kulturviertel Deggendorf, Große Ostbayerische Kunstausstellung
- 2015 Kunst- und Gewerbeverein Regensburg, Fahrstuhl zur Kunst
- 2016 Städt. Galerie Regensburg, Gegenwartskunst in Ostbayern; Kunsthaus Nürnberg ,Kunstpreis der Nürnberger Nachrichten;
- 2017 Kunsthalle Mistelbach (Ö), 40 Jahre Kunstkreis Jura; 300 Jahre St. Andreas Stadtamhof; Kunsthalle im Reitstadel Neumarkt, 40 Jahre Kunstkreis Jura
- 2018 Galerie Herrmann, Neumarkt, Messenachlese; Kunst- und Gewerbeverein Regensburg, 92. Jahresschau; Germanisches Nationalmuseum, Kunstauktion;
- 2019 Kunst- und Gewerbeverein Regensburg, Große Ostbayerische Kunstausstellung; Kunst- und Gewerbeverein Regensburg, 93. Jahresschau
- 2020 Städt. Stadtgalerie Amberg, 10 Jahre Feuerwache

## Auszeichnungen
- 1996 Anerkennungspreis der Nürnberger Nachrichten
- 2003 Erster Preis des Kunstpreises der Nürnberger Nachrichten
- 2016 Erster Preis des Kunstpreises der Nürnberger Nachrichten

## Messebeteiligungen
- 2018, 2019 Art Karlsruhe mit Galerie Herrmann, Neumarkt (One Artist Show)
- 2020 Art Karlsruhe mit Galerie Herrmann, Neumarkt

## Werke in öffentlichen Sammlungen
- Sparkasse Regensburg
- Sparkasse Nürnberg
- Kreissparkasse Heilbronn
- Klinikum Nürnberg-Nord
- Nürnberger Nachrichten, Verlagshaus Nürnberg
- IHK Regensburg
- Landgericht Regensburg
- Kinetischer Brunnen und Jahrtausendwendenkmal, Stadt Rehau
- Kinetischer Brunnen, Botanischer Garten, Hof
- „Klangkugel“, Bergbau- und Industriemuseum, Theuern
- Justizvollzugsanstalt Hof
- Oberforstdirektion Regensburg
- Polizeipräsidium Oberpfalz, Regensburg
- Wasserwirtschaftsamt Regensburg
- Krankenhaus St. Josef Regensburg